# Landkreis Traunstein

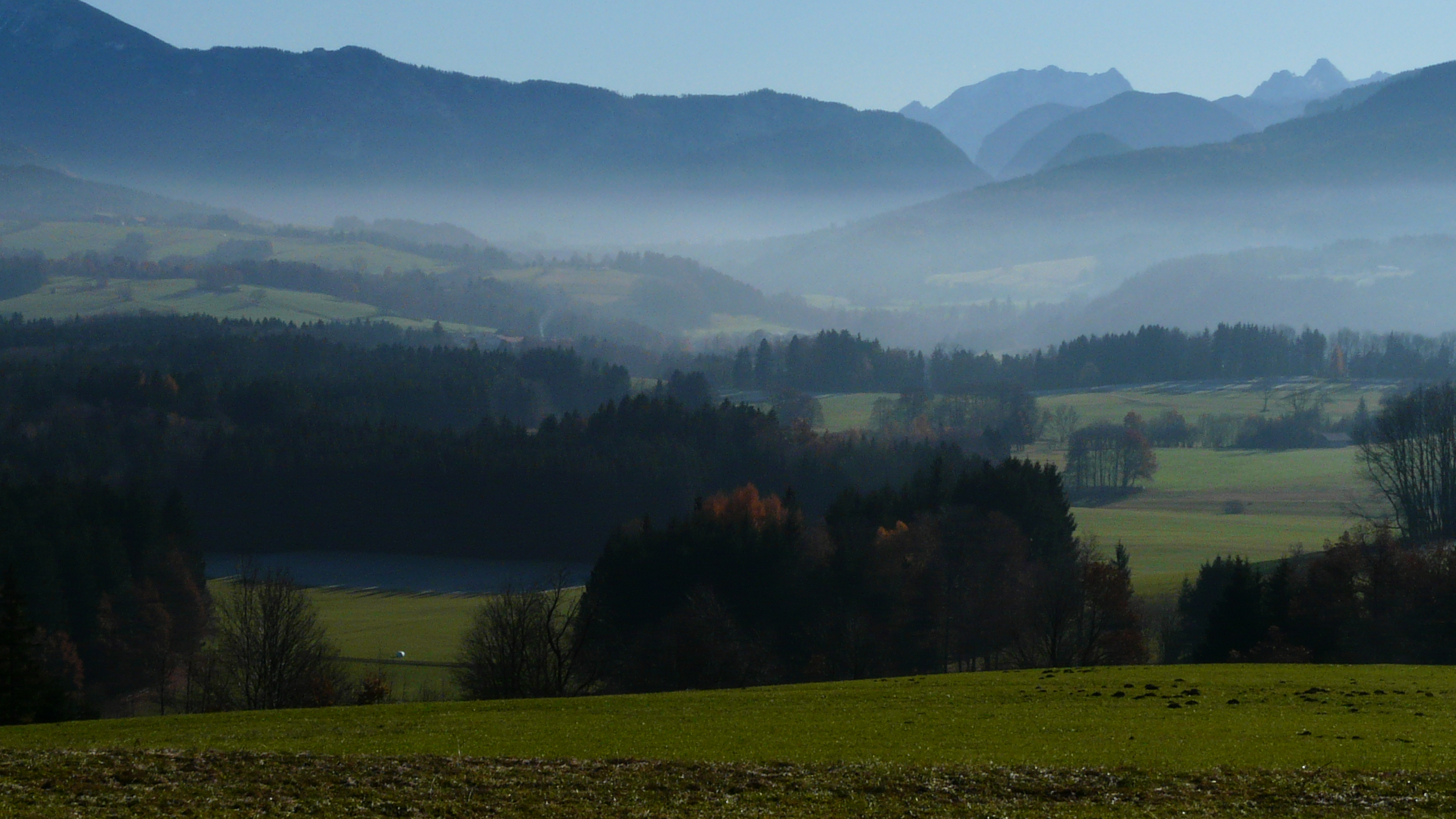
Im Chiemgau südlich von Traunstein

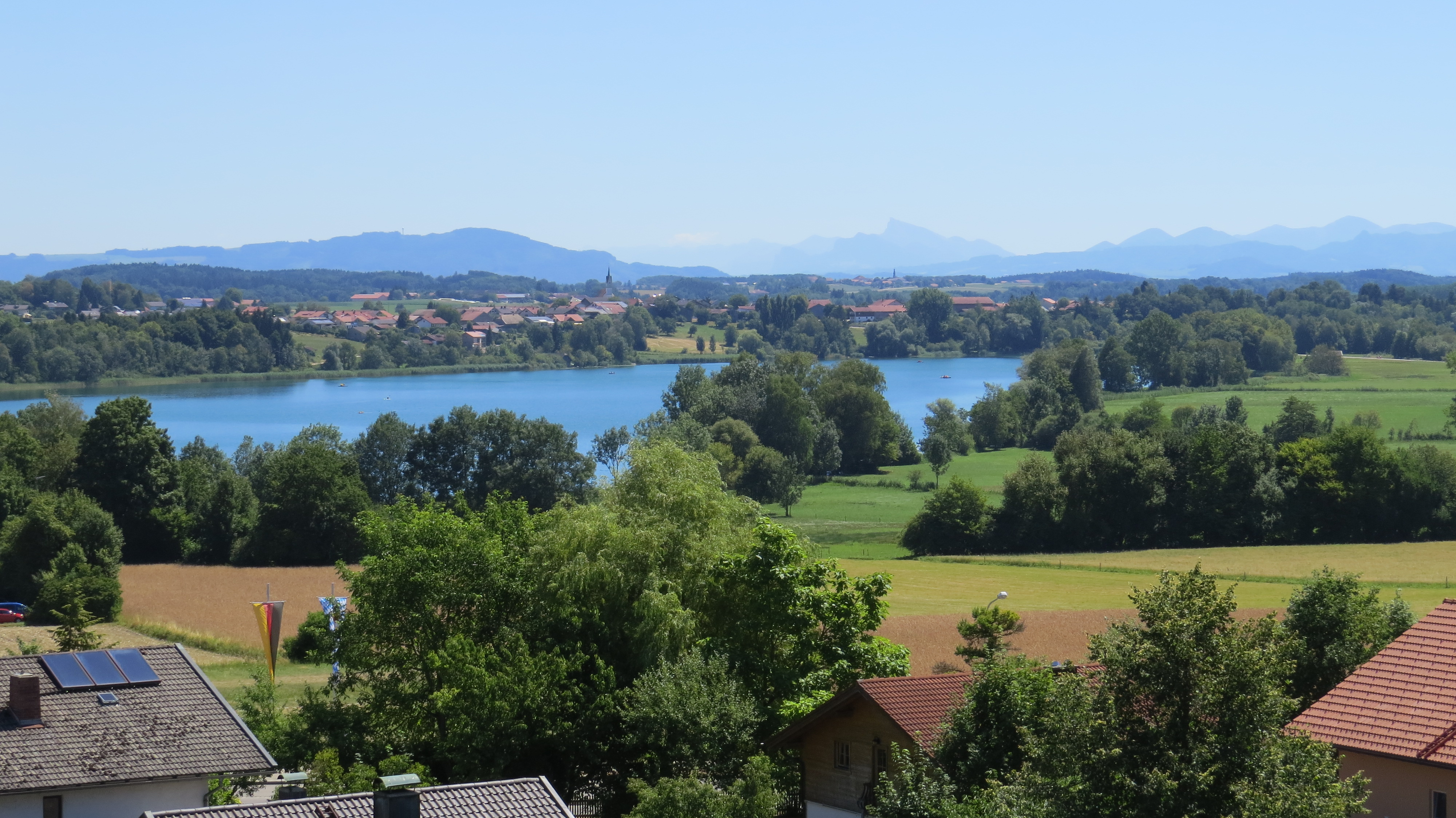
Der Tachinger See

Der Landkreis Traunstein liegt im Südosten des Regierungsbezirks Oberbayern und ist – nach dem Landkreis Ansbach – der nach Fläche zweitgrößte Landkreis in Bayern und der größte in Oberbayern. Er gehört zur EuRegio Salzburg – Berchtesgadener Land – Traunstein und Euregio Inntal und wird innerhalb Bayerns als eigenständige Tourismusregion „Chiemsee-Chiemgau“ ausgewiesen.

## Geographie

### Lage
Das Kreisgebiet umfasst im Süden die Chiemgauer Alpen und im Norden große Teile der See-, Fluss- und Hügellandschaft des Chiemgaus und des Rupertiwinkels. Von der südlichsten Landkreisgemeinde Reit im Winkl bis nach Engelsberg im Norden sind es rund 65 Kilometer, von Seebruck am Chiemsee im Westen bis Kirchanschöring im Osten rund 40 Kilometer. Der Chiemsee gehört außer den Inseln fast vollständig zum Kreisgebiet. Die höchste Erhebung ist das Sonntagshorn (1961 m ü. NHN), der tiefste Punkt findet sich im Salzachtal bei Tittmoning (370 m ü. NHN). Die größten Flüsse sind die Alz, die dem Chiemsee im Norden entspringt und das nördliche Kreisgebiet in Richtung Inn durchfließt, deren rechter Nebenfluss, die Traun, die das Kreisgebiet von Süden nach Norden durchfließt, sowie die Tiroler Achen, die das südwestliche Kreisgebiet bis zu ihrer Mündung in den Chiemsee durchfließt. Im Osten bildet die Salzach die Grenze zu Österreich.

### Nachbarlandkreise bzw. -bezirke
Der Landkreis grenzt im Uhrzeigersinn im Westen beginnend an die Landkreise bzw. Bezirke Rosenheim, Mühldorf am Inn, Altötting, Braunau am Inn (Oberösterreich), Salzburg-Umgebung (Salzburg), Berchtesgadener Land, Zell am See (Salzburg), Kitzbühel und Kufstein (beide Tirol).

### Schutzgebiete
Im Landkreis gibt es 13 Naturschutzgebiete, zehn Landschaftsschutzgebiete, 18 FFH-Gebiete und mindestens 44 vom Bayerischen Landesamt für Umwelt ausgewiesene Geotope (Stand Mai 2016).
Siehe auch
- Liste der Naturschutzgebiete im Landkreis Traunstein
- Liste der Landschaftsschutzgebiete im Landkreis Traunstein
- Liste der FFH-Gebiete im Landkreis Traunstein
- Liste der Geotope im Landkreis Traunstein
- Liste der Naturdenkmäler im Landkreis Traunstein

## Geschichte

### Vorgeschichte
Der Landkreis umfasst unter anderem den östlichen Teil des Chiemgaus, der lange Zeit sowohl den bayerischen Herzögen als auch den Fürsterzbischöfen von Salzburg verbunden war. Im römischen Imperium war die Gegend in der Provinz Noricum gelegen.

#### Königreich Bayern
In Bayern entstanden 1802 die Landgerichte älterer Ordnung. Sie waren zuständig für Verwaltung und Rechtsprechung. Auf dem Gebiet des heutigen Landkreises Traunstein gab es die Landgerichte Traunstein und Trostberg sowie ab 1810 Laufen und Tittmoning. Sie gehörten kurz zum Salzachkreis und kamen 1816 zum Isarkreis, der 1838 in Oberbayern umbenannt wurde.
Das Bezirksamt Traunstein wurde im Jahr 1862 durch den Zusammenschluss der Landgerichte älterer Ordnung Traunstein und Trostberg gebildet. Die Landgerichte Laufen und Tittmoning bildeten das Bezirksamt Laufen.
Am 1. Juli 1876 wurde die Stadt Traunstein eine unmittelbare Stadt und schied aus dem Bezirksamt Traunstein aus.
Anlässlich der Reform des Zuschnitts der bayerischen Bezirksämter erhielt das Bezirksamt Traunstein am 1. Januar 1880 die Gemeinden Heiligkreuz und Lindach des Bezirksamtes Laufen.
Am 1. Januar 1900 trat das Bezirksamt die Gemeinden Breitbrunn, Chiemsee, Gstadt und Eggstätt an das Bezirksamt Rosenheim ab.
Am 1. Januar 1914 gab das Bezirksamt die Gemeinde Au an die Stadt Traunstein ab.

#### Zeit des Nationalsozialismus
Am 1. Januar 1939 wurde wie sonst überall im Deutschen Reich die Bezeichnung Landkreis eingeführt. So wurden aus den Bezirksämtern die Landkreise Laufen und Traunstein.
Am 1. April 1940 wurde die kreisfreie Stadt Traunstein in den Landkreis Traunstein eingegliedert, doch wurde dies am 1. April 1948 wieder rückgängig gemacht.

#### Nachkriegszeit
Am 1. Januar 1970 wurden große Teile der Gemeinde Lauter des Landkreises Laufen in den Landkreis Traunstein um- und in die Gemeinde Surberg eingegliedert.

### Gebietsreform mit Bildung des Landkreises
Im Rahmen der Gebietsreform in Bayern wurde der Landkreis Traunstein am 1. Juli 1972 deutlich vergrößert. Neu zum Landkreis kamen:
- die Stadt Traunstein, die im Ausgleich für den Verlust der Kreisfreiheit den Status einer Großen Kreisstadt erhielt
- ein großer Teil des aufgelösten Landkreises Laufen mit den Gemeinden Asten, Freutsmoos, Fridolfing, Kay, Kirchanschöring, Kirchheim, Lampoding, Otting, Palling, Petting, Pietling, Taching am See, Tengling, Tettenhausen, Tittmoning, Törring, Waging am See und Wonneberg sowie
- die Gemeinden Eiting, Maisenberg und Peterskirchen des Landkreises Mühldorf am Inn.

Gleichzeitig wurden die Gemeinden Eiting und Maisenberg nach Engelsberg und die Gemeinde Peterskirchen nach Tacherting eingemeindet.

### Einwohnerentwicklung

Einwohnerentwicklung des Landkreises von 1840 bis 2017 nach nebenstehender Tabelle

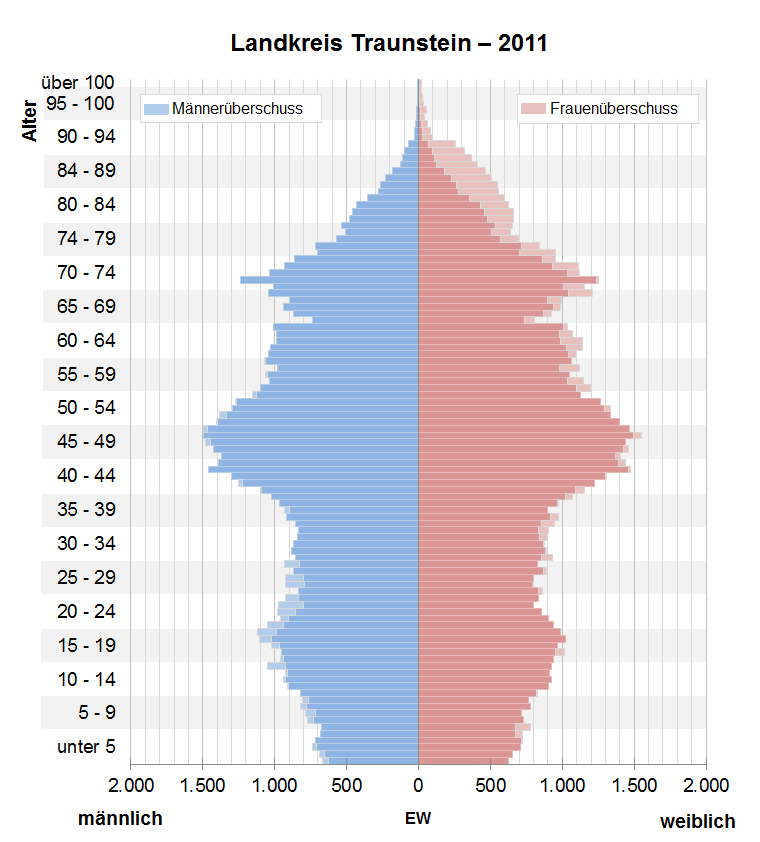
Bevölkerungspyramide für den Kreis Traunstein (Datenquelle: Zensus 2011.)

Der Landkreis Traunstein gewann von 1988 bis 2008 rund 23.000 Einwohner hinzu bzw. wuchs um rund 16 %. Zwischen 1988 und 2018 wuchs der Landkreis von 147.628 auf 177.089 um 29.461 Einwohner bzw. um 20 %.
Die nachfolgenden Zahlen beziehen sich auf den Gebietsstand vom 25. Mai 1987:
| Jahr | Einwohner |
| ---- | --------- |
| 1840 | 47.646    |
| 1900 | 64.943    |
| 1939 | 81.874    |
| 1950 | 124.848   |
| 1961 | 120.721   |
| 1970 | 133.623   |
| 1987 | 145.408   |
| 1991 | 156.913   |
| 1995 | 162.876   |
| 2000 | 167.646   |
| 2005 | 170.906   |
| 2010 | 170.521   |
| 2015 | 174.162   |
| 2017 | 176.290   |
| 2022 | 180.779   |
| 2023 | 181.763   |

### Kfz-Kennzeichen
Noch vor seiner Vergrößerung im Rahmen der Gebietsreform wurde dem Landkreis am 1. Juli 1956 bei Einführung der bis heute gültigen Kfz-Kennzeichen das Unterscheidungszeichen TS zugewiesen. Es wird bis heute als Regelkennzeichen für den ganzen Landkreis ausgegeben.
Seit dem 14. Oktober 2016 ist aufgrund der Kennzeichenliberalisierung innerhalb des Landkreises auch wieder das Unterscheidungszeichen LF (für den vormals eigenständigen und überwiegend in Traunstein aufgegangenen Landkreis Laufen) erhältlich.

## Politik

### Kreistag
Im Landkreis Traunstein gibt es im Kreistag aufgrund der hohen Einwohnerzahl 70 Kreistagsmitglieder.
Sitzverteilung nach den Kommunalwahlen 2020:
| Partei      | Sitze |
| ----------- | ----- |
| CSU         | 27    |
| GRÜNE       | 13    |
| FW/UW       | 9     |
| SPD         | 7     |
| BP          | 3     |
| Junge Liste | 3     |
| ÖDP         | 3     |
| FDP         | 1     |
| DIE LINKE   | 1     |

### Bezirksamtsvorstände (bis 1938) und Landräte (ab 1939)
- 1910–1928: Adolf Ufer
- 1929–1933: Karl Friedrich
- 1933–1936: Otto Mantler
- 1936–1944: Paul Tremel
- (1944/45) N. N.
- 1945–1946: Alfons Graf Mels-Colloredo
- 1946–1947: Rudolf Pollwein (kommissarisch)
- 1947–1958: Hans Unnützer (CSU)
- 1958–1970: Josef Kiene (SPD)
- 1970–1990: Leonhard Schmucker (CSU)
- 1990–2002: Jakob Strobl (CSU)
- 2002–2014: Hermann Steinmaßl (CSU)
- 2014–2025: Siegfried Walch (CSU)
- ab 13. Juli 2025: Andreas Danzer (Freie Wähler)[10]

### Kreiseinrichtungen

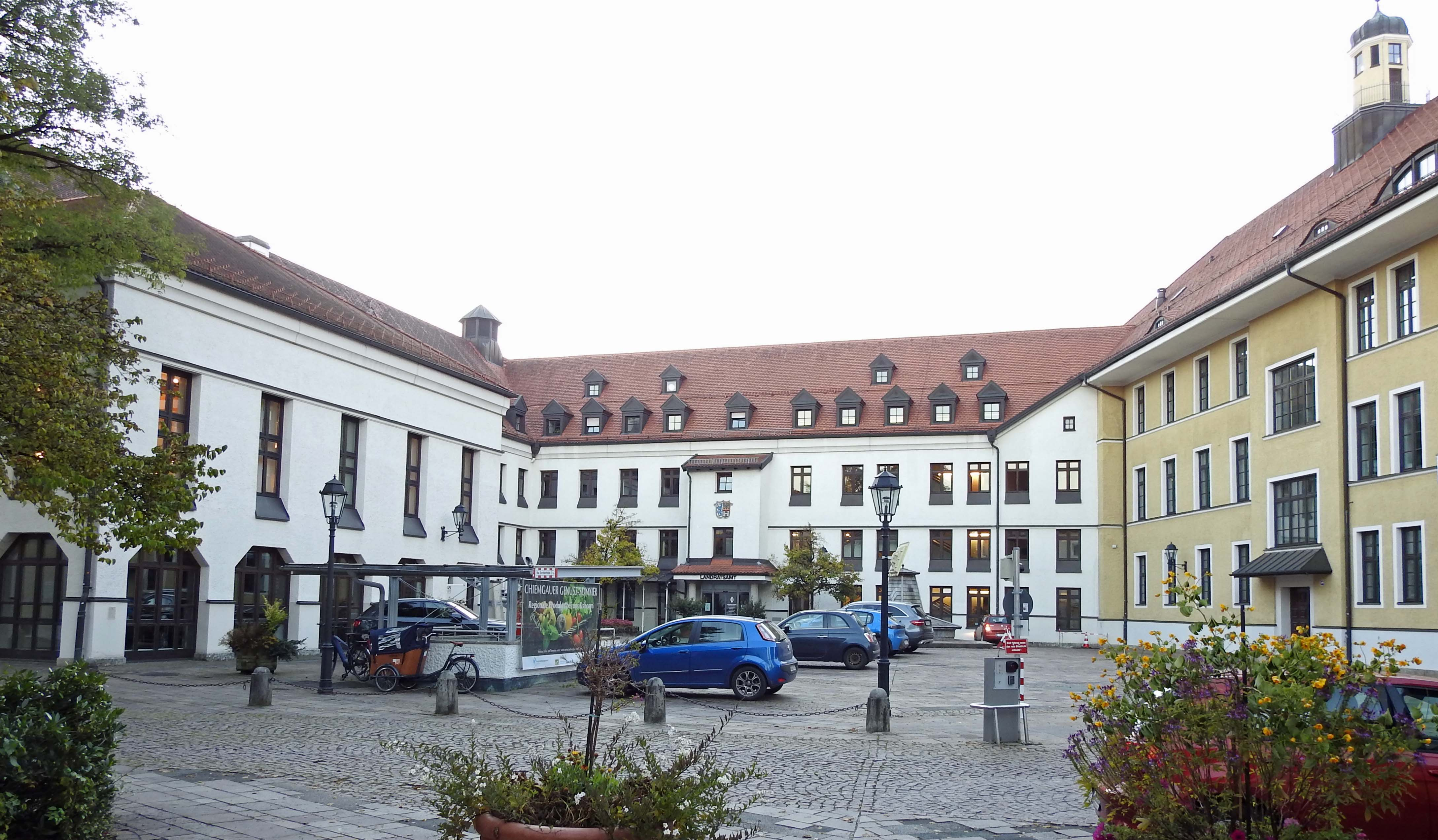
Landratsamt Traunstein

Der Landkreis Traunstein ist der größte Aktionär des kommunalen Klinikverbundes Kliniken Südostbayern, welcher im Landkreis die bisherigen kreiseigenen Kliniken in Traunstein und Trostberg ebenso betreibt wie das Vinzentinum in Ruhpolding.
Weitere Landkreiskernaufgabe ist der Sachaufwand für weiterführende Schulen. Der Landkreis Traunstein unterhält Realschulen in Traunstein, Trostberg, Traunreut und Marquartstein. Das Annette-Kolb-Gymnasium, das Chiemgau-Gymnasium in Traunstein und das Hertzhaimer-Gymnasium in Trostberg sind ebenfalls Schulen im Sachaufwand des Landkreises, dazu kommen die drei Berufsschulen, die Landwirtschaftsschule, Fachoberschule und Berufsoberschule sowie das Sozialpädagogische Zentrum in Traunstein.
Die Zuständigkeit des Landkreises umfasst ein Kreisstraßennetz von 378 Kilometern.
Im Bereich der Abfallwirtschaft ist der Landkreis Mitglied des Zweckverbandes Zweckverband Abfallverwertung Südostbayern.

### Wappen
| Wappen des Landkreises Traunstein | Blasonierung: „Gespalten; vorne in Silber ein schreitender, rot bewehrter und Feuer speiender blauer Panther; hinten geteilt von Gold und Rot; oben ein rot bewehrter schwarzer Adler, unten auf grünem Dreiberg eine zweitürmige silberne Burg, hinter der ein grüner Baum aufwächst.“ |
| Wappen des Landkreises Traunstein | Wappenbegründung: Das Wappenbild des Landkreises Traunstein zeigt auf seiner heraldisch rechten Hälfte einen blauen Panther auf silbernem Grund. Dies ist das Wappen der Grafen von Spanheim, die bereits im 12. Jahrhundert den Chiemgau beherrschten. Die linke obere Hälfte des Wappens zeigt einen rotbewehrten schwarzen Adler auf goldenem Grund: das Wappen des einstigen Bistums Chiemsee. Die linke untere Hälfte zeigt auf rotem Grund eine weiße Burg und einen grünen Baum – das Wappen des Klosters Baumburg – und repräsentiert so den nördlichen Teil des Landkreises. |

Als inoffizielle Landkreisfahne wird für lokale Zwecke eine weiß-blaue Flagge mit dem Landkreiswappen verwendet.

## Wirtschaft und Infrastruktur
Landwirtschaft, Industrie und Handel, Dienstleistung und Tourismus sind die Hauptsäulen der Wirtschaft im Landkreis. Industrielle Zentren sind die nördlich von Traunstein gelegenen Städte Traunreut und Trostberg, während der Fremdenverkehr vor allem im Süden des Landkreises angesiedelt ist.
Der Landkreis belegt im Landkreis-Ranking 2017 des Wirtschaftsmagazins Focus Money innerhalb Deutschlands den 10. Platz. Im Zukunftsatlas des Handelsblattes stieg der Landkreis Traunstein 2022 mit „hohen Zukunftschancen“ von Platz 96 im Jahr 2016 auf Platz 50 von 400 Landkreisen auf. Zur Wirtschaftsförderung wird seit 2016 der jährliche Wirtschaftspreis Chiemgauer Panther durch den Landrat verliehen.
Im Juni 2017 lag die Arbeitslosenquote im Landkreis bei 2,5 % und damit erheblich unter dem Bundesdurchschnitt.

### Wichtige Arbeitgeber
(Quelle: )
Traunstein:
- Kliniken Südostbayern AG – kommunale Krankenhausträgergesellschaft mit 5 Kliniken
- Pohlig GmbH – eines der führenden deutschen Unternehmen für Orthopädietechnik
- J.N. Kreiller KG – Händler und Hersteller von Baustoffen

Traunreut:
- Dr. Johannes Heidenhain GmbH – Hersteller von mechatronischen Messgeräten
- BSH Hausgeräte GmbH – Hersteller von Haushaltsgeräten
- Siteco GmbH – Hersteller von Beleuchtungstechnik

Trostberg:
- Der Chemiepark Trostberg mit der AlzChem AG, Degussa GmbH und BASF SE als Teil des Bayerischen Chemiedreiecks
- Hamburger Rieger GmbH – Hersteller von Papiererzeugnissen

Weitere:
- Brückner Group GmbH in Siegsdorf – Hersteller von Produktionsanlagen für die Verpackungsindustrie
- Rosenberger Hochfrequenztechnik GmbH & Co KG in Fridolfing – Hersteller von Hochfrequenztechnik
- Fossil (Europe) GmbH in Grabenstätt – deutscher Hauptsitz des amerikanischen Fashion-Accessoires Unternehmens
- Bergader Privatkäserei GmbH in Waging am See – der größte deutsche Produzent von Blaukäse
- Katek GmbH in Grassau – Hersteller von elektronischen Baugruppen

### Tourismus

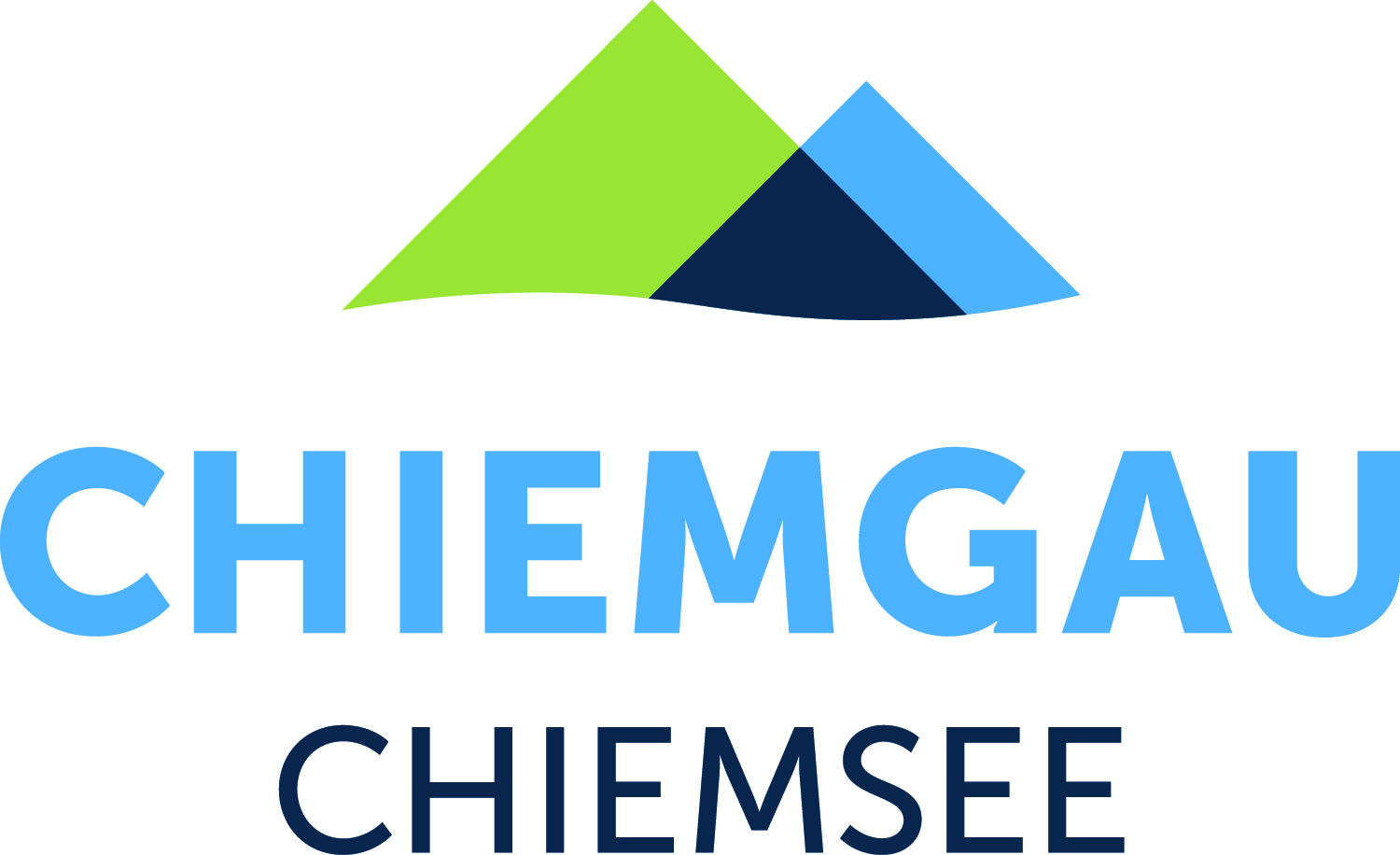
Marketing-Logo des Chiemgau Tourismus e. V.

Der Landkreis war mit dem Landkreis Rosenheim Mitglied im Chiemsee-Tourismusverband (1912–2009), dessen Auflösung Ende 2009 mit großer Mehrheit beschlossen wurde. Die damaligen Landräte der beiden Landkreise vertraten im Gegensatz zu vielen Traunsteiner Gemeinden die Ansicht: „Jeder Landkreis soll mit einem eigenen Verband um die Touristen werben.“ Somit sind seit dem 1. Januar 2010 die Gemeinden des Landkreises Traunstein im Verband Chiemgau Tourismus e. V. organisiert, die des Rosenheimer Landkreises im Chiemsee Alpenland-Verband.
In der Folge wird seither der Landkreis Traunstein innerhalb Bayerns als eigenständige Tourismusregion beworben, die mit eigenen Internetinhalten und seit 2017 mit neuem Logo unter der Marke „chiemsee chiemgau Bayerische Alpen“ auftritt. Anfangs lautete die Eigenbezeichnung als Tourismusregion „Chiemgau“, seit 2019 „Chiemsee-Chiemgau“. Die Tourismusregion deckt jedoch trotz ihrer Bezeichnung nach seiner Loslösung vom Landkreis Rosenheim nur noch jeweils zu einem Teil die Kulturlandschaft Chiemgau und den Chiemsee flächenmäßig ab.
Der Landkreis Traunstein bzw. die Tourismusregion Chiemsee-Chiemgau umfasst den östlichen Teil des Chiemgaus sowie im Nordwesten einen Teil der Kulturlandschaft Rupertiwinkel, die mit ihrer ländlich-bäuerlichen Ausprägung um Touristen wirbt.
Als beliebte Tourismusziele in der Chiemseeregion gelten Seebruck und Chieming, in der südlich gelegenen, alpinen Landkreisregion Reit im Winkl, Ruhpolding und Inzell sowie im nordöstlichen Anteil des Rupertiwinkels Waging am See mit dem Waginger See. Neben dem Chiemsee als Hauptattraktion ziehen u. a. auch die Gegend Winklmoos-Alm, die Steinplatte sowie die Chiemgau-Arena (Biathlon-Zentrum) Touristen an.

### Verkehr

#### Eisenbahnstrecke
Im Jahre 1860 wurde der über Traunstein führende Abschnitt Rosenheim–Salzburg der Bayerischen Maximiliansbahn eröffnet. Einige Jahrzehnte später wurden von der Stadt Traunstein aus mehrere Lokalbahnen der Bayerischen Staatsbahn in die Umgebung errichtet:
- 1891 nach Trostberg, ab 1910 weiter bis Mühldorf
- 1895 nach Ruhpolding
- 1902 nach Waging am See

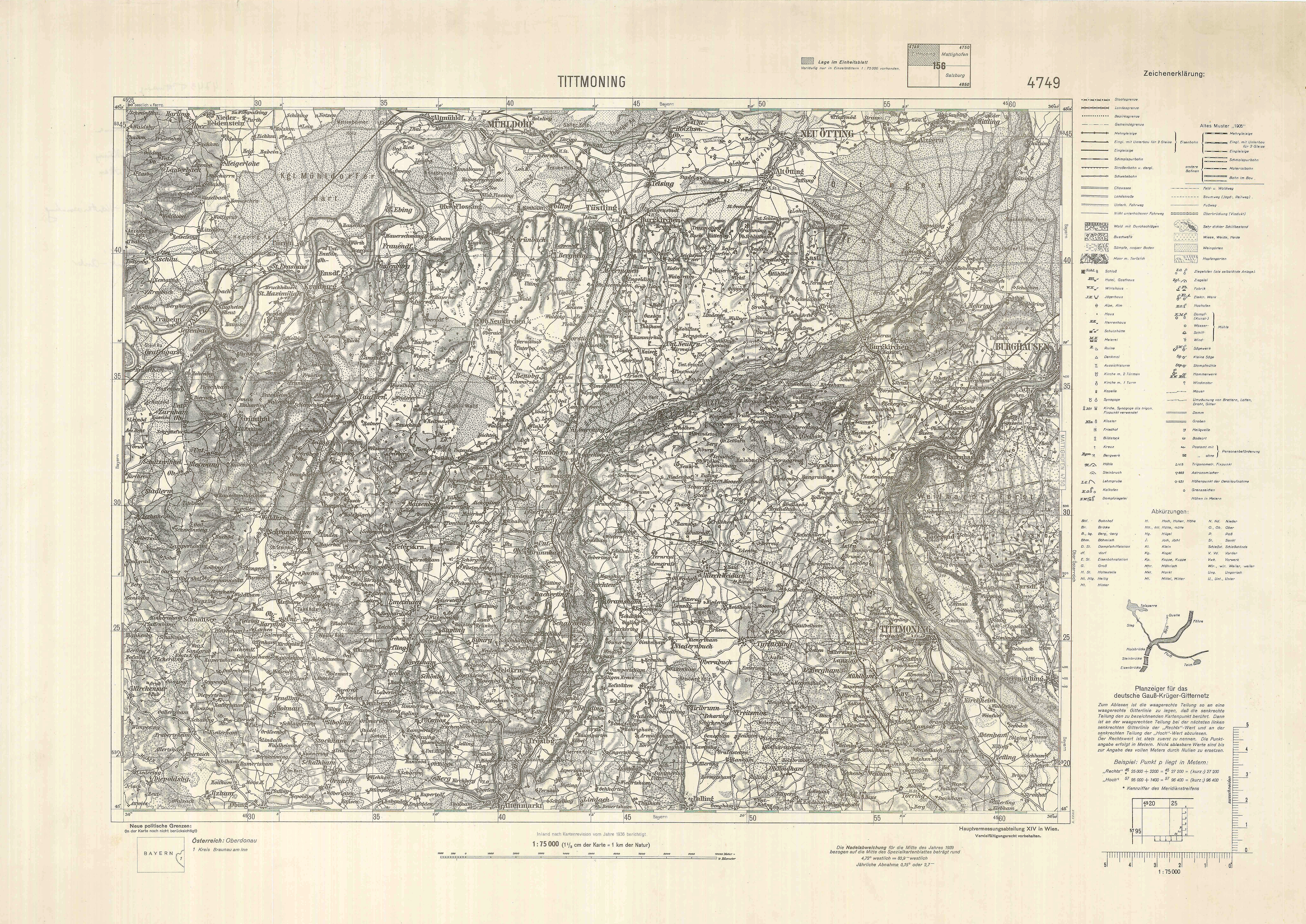
Der Nordosten des Landkreises in den 1930er-Jahren (Aufnahmeblatt der 3. österreichischen Landesaufnahme)

Eine weitere Hauptstrecke verbindet seit 1894/1908 Mühldorf und Freilassing. Von ihr zweigte in Wiesmühl ab 1894 eine Stichbahn zur Stadt Tittmoning an der Salzach ab.
An die Fernbahn Rosenheim–Salzburg wurden ferner 1908 bzw. 1885 die Lokalbahnen Endorf–Obing und Übersee–Marquartstein angeschlossen.
Auf der während des Zweiten Weltkrieges erbauten Güterbahn Hörpolding–Traunreut fuhren einige Jahre auch Personenzüge. Seit dem 10. Dezember 2006 fahren die Regionalzüge der SüdostBayernBahn von 6 bis 21 Uhr im angenäherten Stundentakt zwischen Traunstein und Traunreut.
Eine Besonderheit stellte die schmalspurige Staatliche Waldbahn Ruhpolding–Reit im Winkl dar, die aber nur wenige Jahre in Betrieb war.
Der wesentliche Teil des Bahnnetzes mit 108 km Länge ist noch heute in Betrieb. Stillgelegt wurden 46 km Nebenbahnen; davon entfällt die Hälfte auf die Waldbahn Ruhpolding–Reit i. W.
- 1931: Ruhpolding–Reit im Winkl 23 km (Meterspur)
- 1964: Hörpolding–Traunreut 3 km (Personenverkehr wieder seit 2006 als Zweig der Traun-Alz-Bahn)
- 1968: Endorf–Aindorf–Obing 6 km und Übersee–Marquartstein 8 km
- 1969: Wiesmühl–Tittmoning 6 km

Die Bahnstrecke Endorf–Obing wird seit 2005 allerdings wieder als Chiemgauer Lokalbahn betrieben.
Ebenso wird die Strecke Hörpolding–Traunreut seit 2007 durch die zur Deutsche Bahn AG gehörende Südostbayernbahn wieder im Personenverkehr betrieben.

#### Straßenverkehr
Durch den Landkreis führen folgende Straßen:
- 24 km Autobahn (A 8 München–Salzburg)
- 168 km Bundesstraßen
- 226 km Staatsstraßen
- 378 km Kreisstraßen
- 2.239 km Gemeindestraßen

Etwa zwischen Siegsdorf und Inzell verläuft die Deutsche Alpenstraße, die eine Ferienstraße ist (B 305 und B 306).
Die Regionalverkehr Oberbayern GmbH betreibt mit weiteren vier Busunternehmen etwa 40 Buslinien.

## Gemeinden
(Einwohner am 31. Dezember 2024)
| Städte 1. Tittmoning (5826) 2. Traunreut (20.379) 3. Traunstein, Große Kreisstadt (20.877) 4. Trostberg (11.337) Märkte 1. Grassau (6910) 2. Waging a.See (7007) Weitere Gemeinden 1. Altenmarkt a.d.Alz (4141) 2. Bergen (4592) 3. Chieming (4778) 4. Engelsberg (2485) 5. Fridolfing (4337) 6. Grabenstätt (4324) 7. Inzell (4704) 8. Kienberg (1373) 9. Kirchanschöring (3338) 10. Marquartstein (3030) 11. Nußdorf (2340) 12. Obing (4441) 13. Palling (3555) 14. Petting (2250) 15. Pittenhart (1899) 16. Reit im Winkl (2161) 17. Ruhpolding (6772) 18. Schleching (1743) 19. Schnaitsee (3679) 20. Seeon-Seebruck (4490) 21. Siegsdorf (8314) 22. Staudach-Egerndach (1117) 23. Surberg (3265) 24. Tacherting (5643) 25. Taching a.See (2087) 26. Übersee (5013) 27. Unterwössen (3633) 28. Vachendorf (1755) 29. Wonneberg (1549) | Verwaltungsgemeinschaften 1. Bergen (Gemeinden Bergen und Vachendorf) 2. Marquartstein (Gemeinden Marquartstein und Staudach-Egerndach) 3. Obing (Gemeinden Kienberg, Obing und Pittenhart) 4. Waging a.See (Markt Waging a.See und Gemeinden Taching a.See und Wonneberg) Gemeindefreie Gebiete (86,84 km²) 1. Chiemsee (See) (77,86 km²) 2. Waginger See (8,98 km²) |

Ehemalige Gemeinden

Landkreis Traunstein, Gemeindegrenzenkarte von 1961

Die folgenden Gemeinden wurden während ihrer Zugehörigkeit zum Landkreis Traunstein aufgelöst:
- Albertaich, am 1. Januar 1972 zu Obing
- Asten, am 1. Januar 1976 zu Tittmoning LF
- Au, am 1. Januar 1914 zu Traunstein
- Eisenärzt, am 1. Januar 1972 zu Siegsdorf
- Emertsham, am 1. Januar 1972 zu Tacherting
- Erlstätt, am 1. Mai 1978 zu Grabenstätt
- Freimann, am 1. Juli 1972 zu Waging am See
- Freutsmoos, am 1. Januar 1978 zu Palling LF
- Hammer, am 1. Mai 1978 zu Siegsdorf
- Hart, am 1. Januar 1972 zu Chieming
- Haslach, am 1. Mai 1978 zu Traunstein
- Haßmoning, am 1. Mai 1926 zu Stein an der Traun
- Heiligkreuz, am 1. Mai 1978 zu Trostberg
- Hochberg, am 1. Juli 1972 zu Traunstein
- Holzhausen, am 1. Januar 1972 zu Bergen
- Ising, am 1. Januar 1972 zu Chieming
- Kammer, am 1. Juli 1972 zu Traunstein
- Kay, am 1. Mai 1978 zu Tittmoning LF
- Kirchstätt, am 1. Januar 1978 zu Schnaitsee
- Lindach, am 1. Januar 1971 zu Trostberg
- Matzing, am 1. Januar 1972 zu Traunwalchen
- Oberfeldkirchen, am 1. Mai 1978 zu Trostberg
- Oberhochstätt, am 1. Mai 1978 zu Grabenstätt
- Obersiegsdorf, am 1. April 1934 zu Siegsdorf
- Oberwössen, am 1. Juli 1972 zu Unterwössen
- Pattenham, am 1. Mai 1926 zu Truchtlaching
- Pierling, am 1. Januar 1978 zu Traunreut
- Rabenden, am 1. Januar 1975 zu Altenmarkt a.d.Alz
- Rottau, am 1. Januar 1972 zu Grassau
- Seebruck, am 1. Januar 1980 zu Seeon-Seebruck
- Seeon, am 1. Januar 1980 zu Seeon-Seebruck
- Sondermoning, am 3. Januar 1870 zu Nußdorf
- Stein an der Traun, am 1. Mai 1978 zu Traunreut
- Tengling, am 1. Mai 1978 zu Taching am See LF
- Thunstetten, 1820/1830 zu Surberg[22]
- Törring, am 1. Mai 1978 zu Tittmoning LF
- Traunwalchen, am 1. Mai 1978 zu Traunreut
- Truchtlaching, am 1. Januar 1980 zu Seeon-Seebruck
- Untersiegsdorf, am 1. April 1934 zu Siegsdorf
- Vachenau, am 1. Januar 1882 zu Ruhpolding
- Vogling, am 1. Juli 1972 zu Siegsdorf
- Waldhausen, am 1. Januar 1978 zu Schnaitsee
- Wolkersdorf, am 1. Mai 1978 zu Traunstein
- Zell, am 1. Januar 1882 zu Ruhpolding

Namensänderungen
- Die Schreibweise der Gemeinde Eggstätt war bis 1870 Eggstädt.[5]
- Die Schreibweise der Gemeinde Grabenstätt war bis 1870 Grabenstadt.[5]
- Die Schreibweise der Gemeinde Kirchstätt war bis 1870 Kirchstädt.[5]
- Die Schreibweise der Gemeinde Oberwössen war bis 1900 Oberwessen.[5]
- Die Schreibweise der Gemeinde Unterwössen war bis 1900 Unterwessen.[5]
- Der Name der Gemeinde Stein a.d.Traun war bis 1927 Stein.[5]
- Die Schreibweise der Gemeinde Surberg war bis zum 6. Juli 1937 Surrberg.[23]
- Die Gemeinde Egerndach wurde am 13. April 1949 in Staudach-Egerndach umbenannt.
- Der Name der Gemeinde Altenmarkt a.d.Alz war bis 1950 Altenmarkt.[5]
- Die Schreibweise der Gemeinde Heiligkreuz war bis 1951 Heilig Kreuz.[5]
- Die Schreibweise der Gemeinde Reit im Winkl war bis 1952 Reit i. Winkl.[5]
- Die Gemeinde Tabing wurde am 30. Oktober 1965 in Ising umbenannt.